# 사이공 동식물원
사이공 동식물원(Thảo Cầm Viên Sài Gòn, Saigon Zoo and Botanical Gardens)은 베트남 호치민시 1군에 있는 동물원과 식물원이다. 같은 원내에 역사박물관, 훙분묘와 함께 있다. 백여 종의 표유류와 파충류, 조류, 희귀란과 관상용 식물을 전시하고 있다. 2016년 7월 9일, 베트남 관광청으로부터 〈2016년 베트남 관광 명소 105곳〉 중의 하나로 지정되었다.

## 시설
세계에서 가장 오래된 동물원 중 하나로 널리 해외에 널리 알려져 있으며, 현재 약 140년의 역사를 가지고 있다. 야간에도 개원하고, 시민의 휴식처가 되고 있다. 현재의 형태로 되기까지는 다양한 변천을 거쳐 왔으며, 특히 식물원은 한때 아시아에서 가장 멋진 명소 중 하나라고 평가를 받아왔지만, 베트남 전쟁 중에 파괴되어 현재에 이르기까지 복구가 계속되고 있다. 동물원에 드문 피그미하마를 비롯해 코끼리, 호랑이 등의 포유류 외에도 파충류, 조류 등이 있다. 식물원에는 희귀 난를 시작으로 열대 식물을 중점으로 모아 전시하고 있다. 코끼리 먹이로 원내에서 판매되는 사탕수수를 관객에서 받아먹는 모습을 감상할 수 있다.
1927년 11월 27일 인접한 부지에 프랑스 정부는 블랑샤르 드 라 브로스(Blanchard de la Bross)라는 박물관을 건설했다. 같은 해 일본 정부가 900개 이상의 희귀식물을 기증했다. 1956년, 사이공 정부는 런 샤 드 라 브로스를 개축하여 사이공 국립 박물관(역사박물관)로 명칭을 바꾸어 현재에 이르고 있다.

## 갤러리

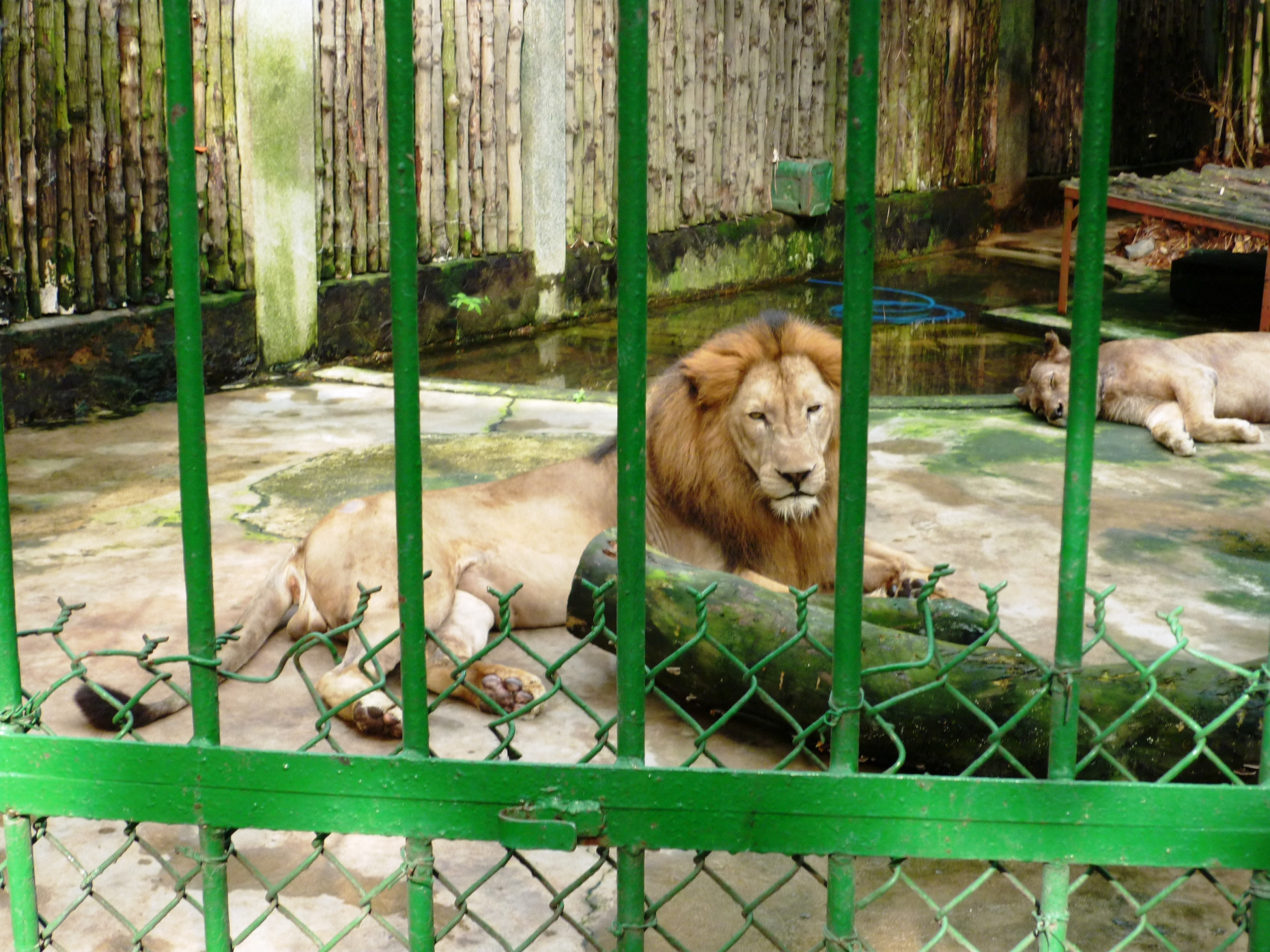
사자
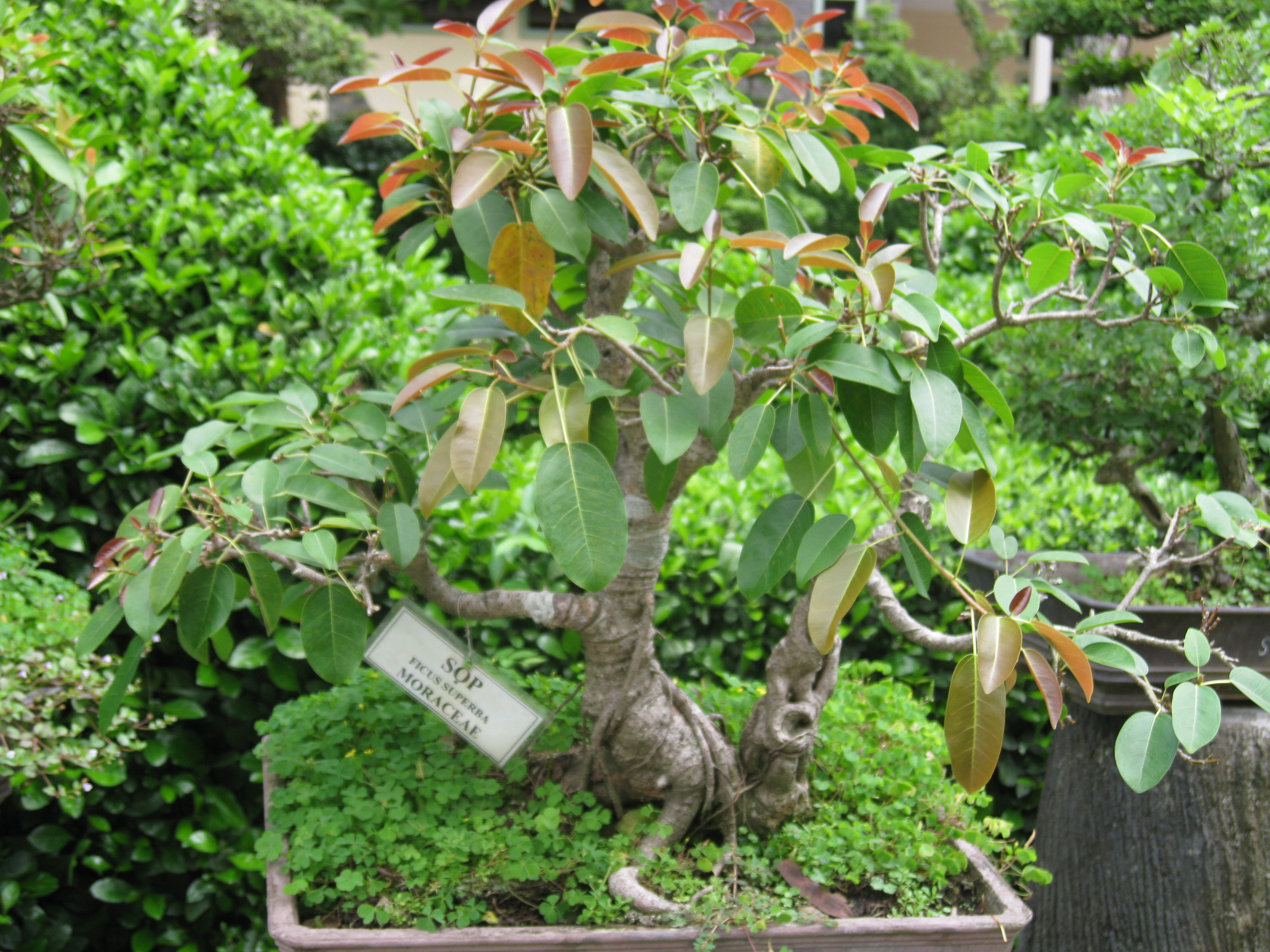
용나무 분재
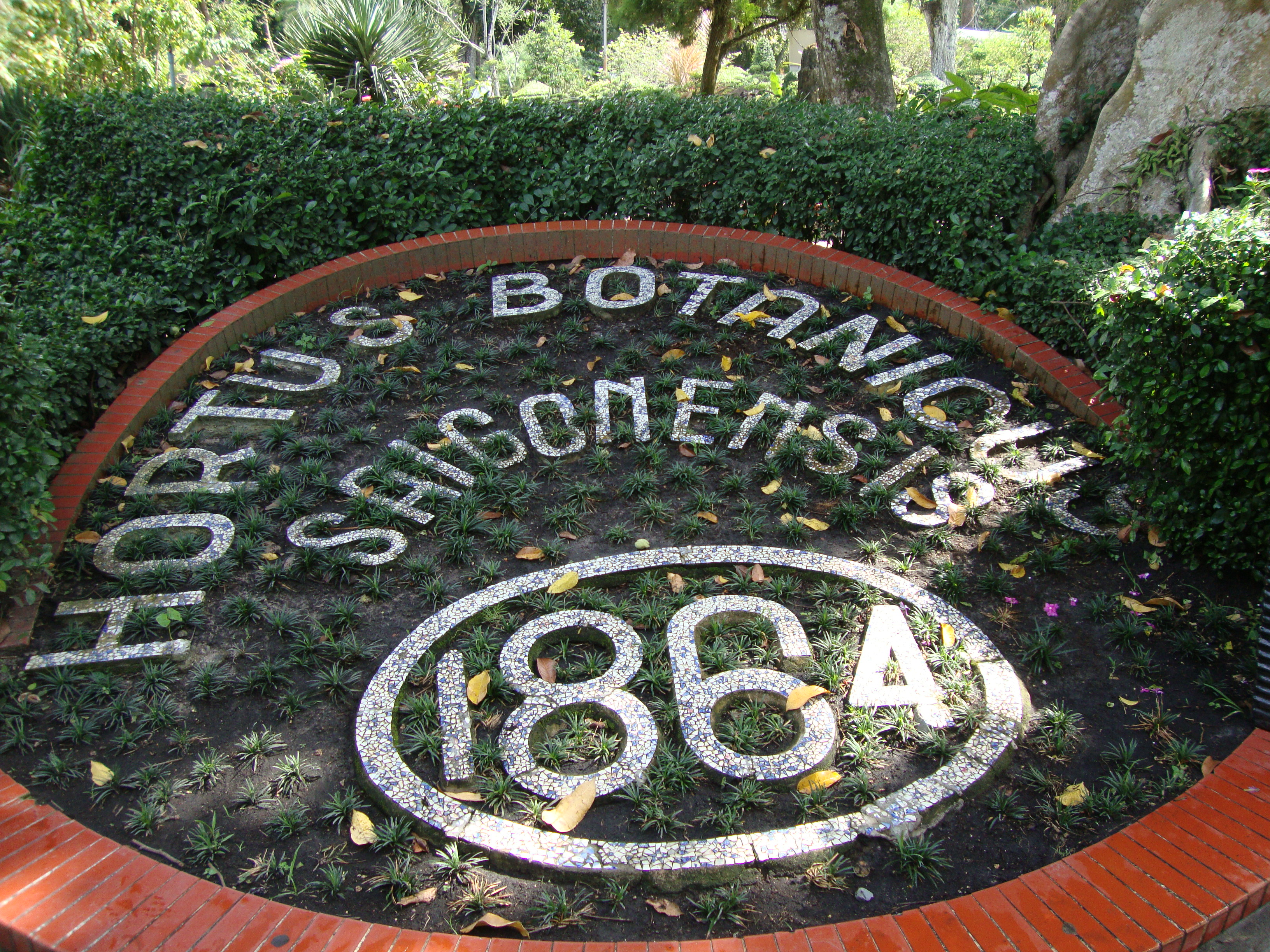
1864년 설립
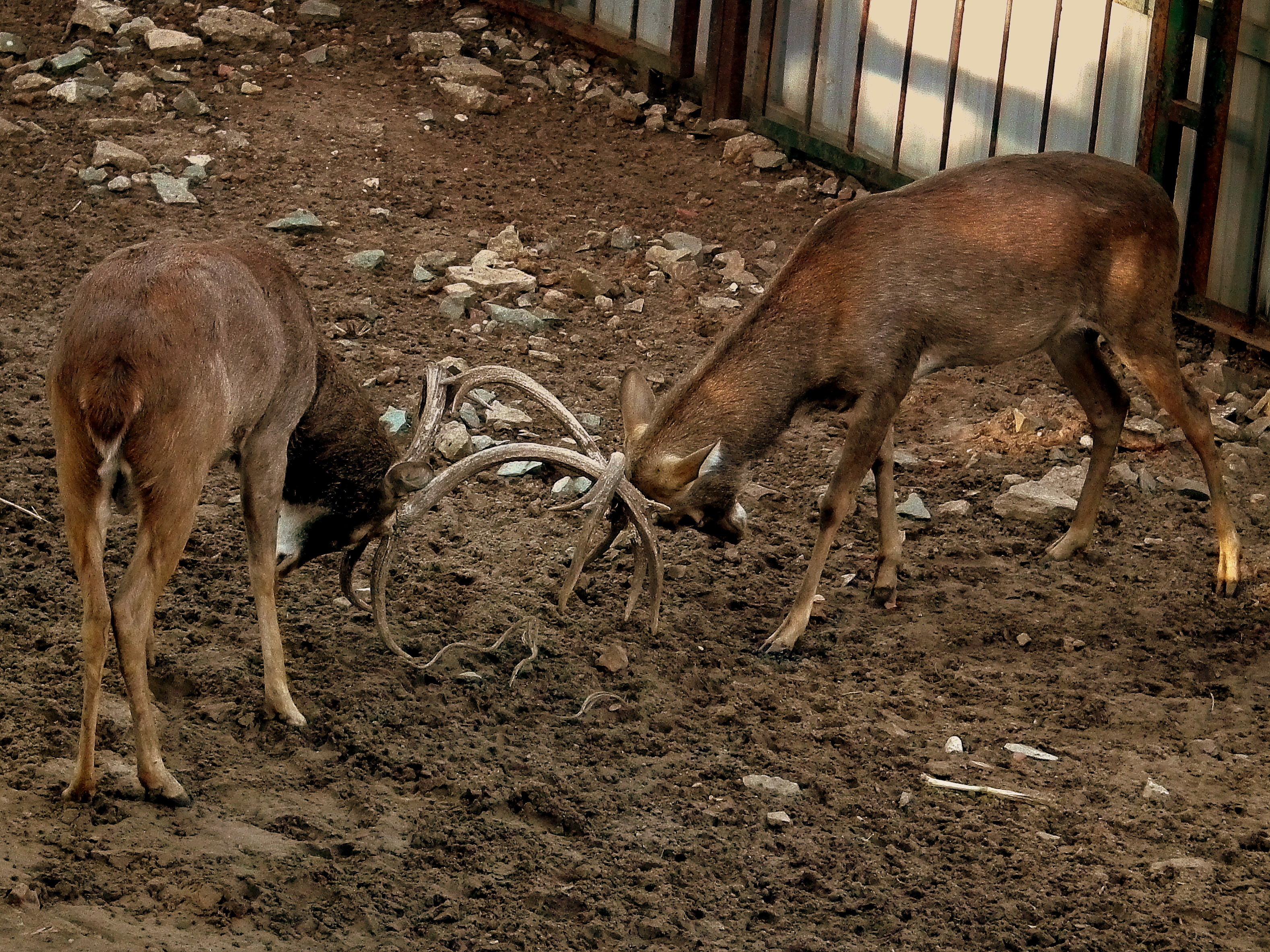
삼바사슴